# Керролл Бейкер

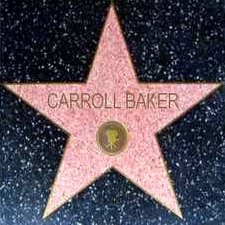
Зірка К. Бейкер на Голлівудській алеї слави

Керролл Бейкер (англ. Carroll Baker; нар. 28 травня 1931) — американська та європейська акторка театру, кіно та телебачення, письменниця-романістка. Здобула славу секс-символа драматичними ролями в 1960-х, побудувала кар'єру в європейському кіно, і знову грала, повернувшись у США в кінці 1970-х. За внесок у кіно Керролл Бейкер удостоєна зірки на Голлівудській алеї слави.

## Біографія
Народилася 28 травня 1931 в містечку Джонстаун, штат Пенсільванія, в сім'ї торговця Вільяма Вотсона Бейкера і його дружини Вірджинії. Після закінчення школи рік навчалася в коледжі, а потім деякий час була асистенткою фокусника.
В кіно дебютувала в 1953 році невеликою роллю у фільмі «Легко любити». У тому ж році одружилася з Луї Ріттером, шлюб з яким розпався через кілька місяців. Після проходження тренінгу в прославленій нью-йоркській Акторської студії Бейкер з'явилася на Бродвеї в постановці «Все довге літо». Там її помітив режисер Еліа Казан і запросив у свій скандальний фільм «Лялечка» за сценарієм Теннессі Вільямса. Роль Лялечки Міген, юної дівчини, яка по повноліттю повинна стати дружиною лисіючого чоловіка середніх років у виконанні Карла Молдена, принесла Керролл Бейкер славу та номінації на премії «Оскар», «Золотий глобус» і «BAFTA». У тому ж році вона з'явилася з Елізабет Тейлор і Джеймсом Діном у фільмі «Гігант», який отримав пізніше кілька премій «Оскар».
Під час навчання в Акторської студії познайомилася з режисером Джеком Гарфайном, в 1955 році одружилася з ним, прийнявши юдаїзм. Народила двох дітей: дочку Бланш Бейкер, яка теж стала акторкою, і сина Хершела Гарфайна. Розлучилася в 1969 році.
Протягом наступних двох десятиліть Бейкер продовжувала активно зніматися в кіно, з'явившись у багатьох знаменитих фільмах, серед яких «Як був завойований Захід» (1962), «Гарем» (1967), «Ніжні руки Дебори» (1968), «Капітан Апач» (1971) та багатьох інших. У 1964 році Керролл Бейкер отримала роль у фільмі «Містер Мойсей», зйомки якого проходили в Східній Африці. Після закінчення зйомок з'явилися повідомлення про те, що вождь одного з племен масаї готовий був віддати за її руку 150 корів, 200 кіз і овець та $ 750.
Нова хвиля популярності прийшла після виходу біографічного фільму «Гарлоу» про секс-символа 1930-х Джин Гарлоу. Фільм зібрав у прокаті $ 13,000,000 і став головним хітом 1965 року. Картина також послужила початком недовгого роману з продюсером фільму Джозефом Левином.
Після проблем з керівництвом «Paramount Pictures» і другого розлучення Керролл Бейкер покинула США і на кілька років перебралася в Європу, де спочатку оселилася в Італії. За роки життя там знялася в декількох фільмах в самій Італії, а також у Німеччині, Іспанії та Великій Британії. В кінці 1970-х Бейкер повернулася у США, відновила кар'єру в кіно, а також на театральній сцені. Колишнього успіху на великому екрані повторити не вдалося, і вона виконувала невеликі другорядні ролі в кіно і на телебаченні. Серед її робіт тих років найбільш примітними стали ролі у фільмах «Зірка Плейбоя» (1983), «Чортополох» (1987) і «Дитсадковий поліцейський» (1990). У 1997 році Бейкер з'явилася у фільмі «Гра» з Майклом Дугласом у головній ролі.
У 1978 році одружилася з британським актором Дональдом Бертоном, з яким була до його смерті від емфіземи у 2007 році.
Керролл Бейкер є авторкою трьох книг: «Лялечка: Автобіографія» (1983), «Римська розповідь» та «В Африку з любов'ю», що надійшли в продаж в 1985.

## Вибіркова фільмографія
| Рік  | Назва українською                             | Оригінальна назва            | Роль                 |
| ---- | --------------------------------------------- | ---------------------------- | -------------------- |
| 1962 | Як підкорили Захід                            | How the West Was Won         | Єва Прескотт Ролінгс |
| 1965 | Найвеличніша історія з коли-небудь розказаних | The Greatest Story Ever Told | Вероніка             |
| 1965 | Містер Мозес                                  | Mister Moses                 | Джулі Андерсон       |
| 1967 | Гарем                                         | L'harem                      | Маргеріта            |
| 1983 | Зірка Плейбоя                                 | Star 80                      | мати Дороті          |
| 1987 | Будяк                                         | Ironweed                     | Енні Фелан           |
| 1990 | Дитсадковий поліцейський                      | Kindergarten Cop             | Елеонора Крісп       |
| 1991 | Байки зі склепу                               | Tales from the Crypt         | мати Палома          |
| 1993 | Вона написала вбивство                        | Murder, She Wrote            | Сибілла Стоун        |
| 1995 | Чиказька надія                                | Chicago Hope                 | Силві Таннен         |
| 1997 | Гра                                           | The Game                     | Ілза                 |
| 1999 | Розвелл                                       | Roswell                      | бабуся Клаудіа       |